# Guanxes
|  | Aquest article tracta sobre el grup humà de les Canàries. Si cerqueu el grup humà específic de Tenerife, vegeu «guanxe (Tenerife)». |

Els guanxes foren els primers habitants coneguts de les Illes Canàries, que hi van immigrar al voltant del 1000 aC. Es creu que estan relacionats amb els amazics nord-africans. Aborígens canaris s'aplica genèricament als diversos pobles d'origen amazic que habitaven les Illes Canàries abans de la conquesta castellana, que va ocórrer entre 1402 i 1496. Se'ls qualifica com a aborígens, i són també coneguts com a antics canaris i de manera majoritària encara que errònia com a guanxes, malgrat que el terme originàriament es referia només als aborígens de l'illa de Tenerife. Altres noms d'ús minoritari són indígenes canaris o insulamazighs. Els guanxes van ser l'únic poble natiu que va habitar a la regió de la Macaronèsia, ja que a les illes Açores, Cap Verd, Madeira i Illes Salvatges, no s'ha constatat de cap cultura nadiua abans de l'arribada dels europeus a aquests arxipèlags.

## Etimologia

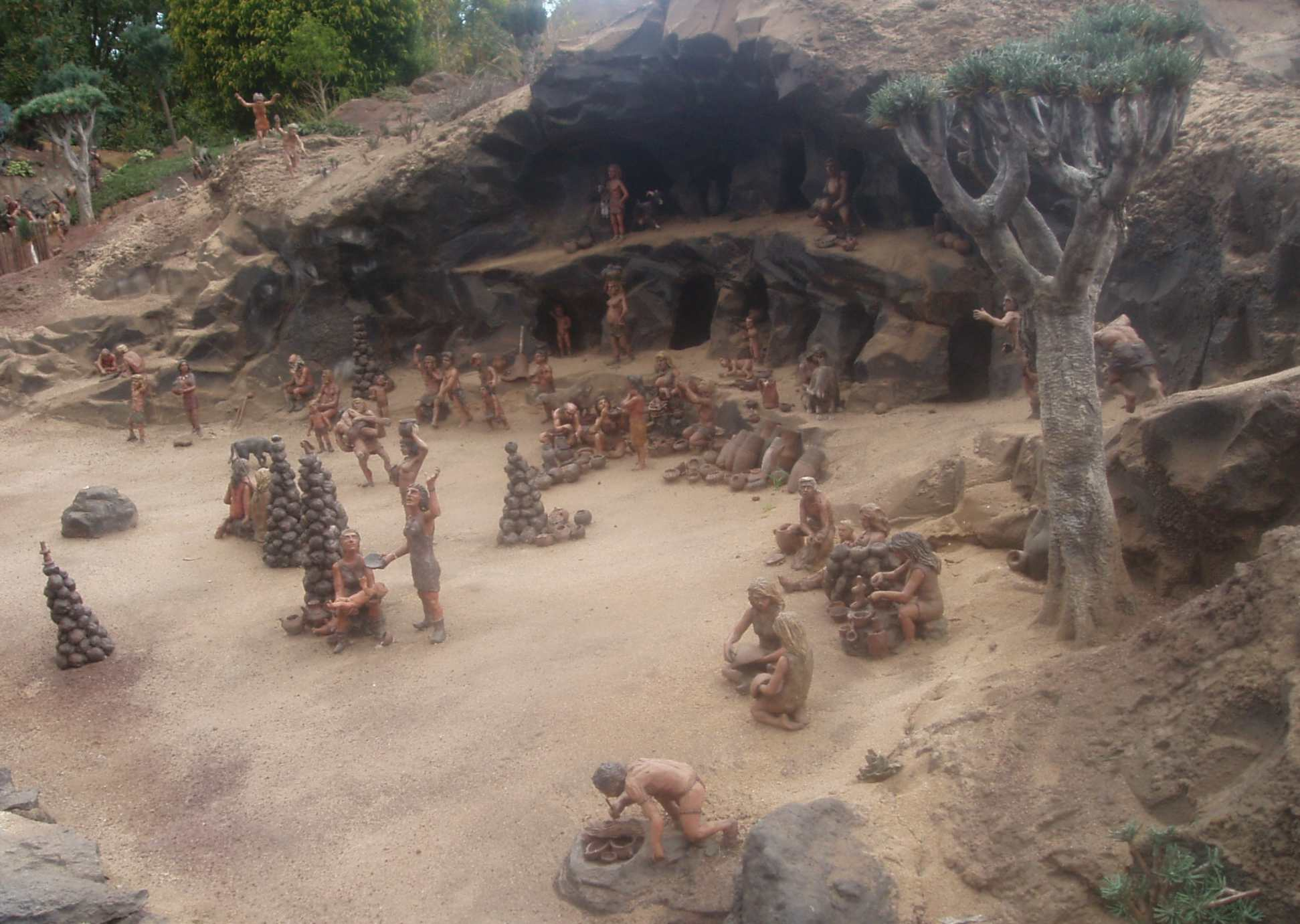
Representació d'un poble guanxe

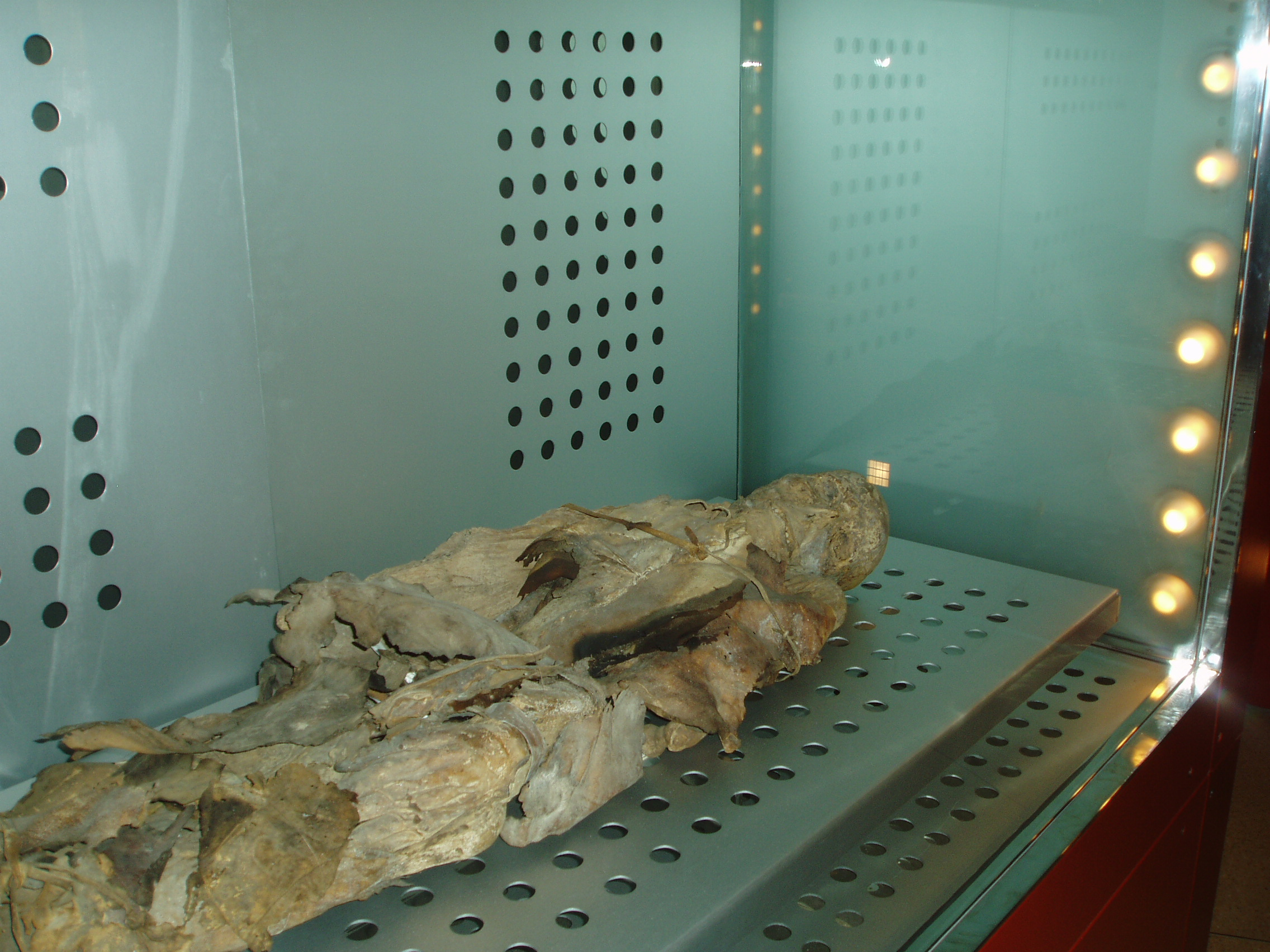
Mòmia guanxe del Museu de la Natura i l'Home de Santa Cruz de Tenerife

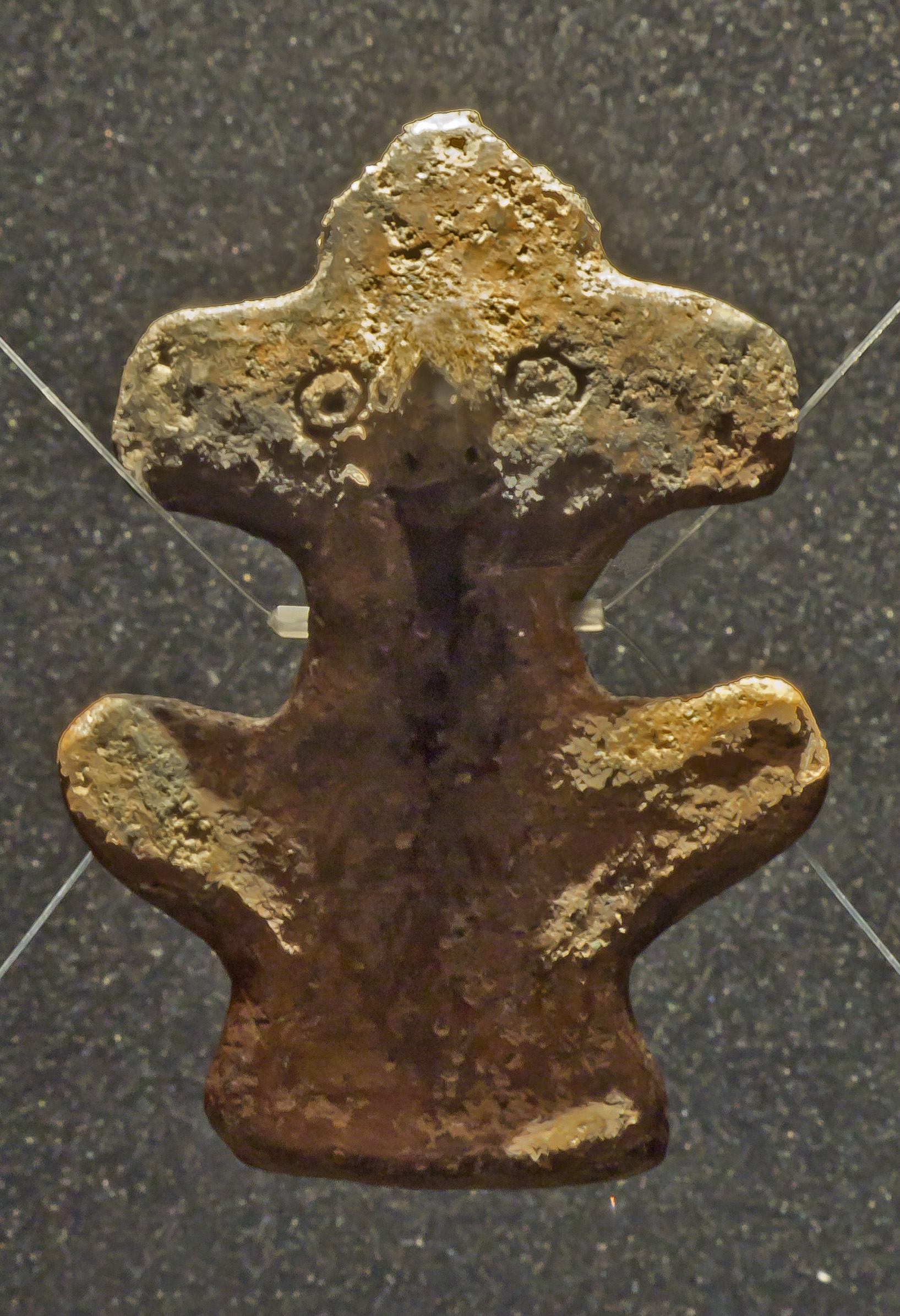
Ídol Guatimac, Museu Arqueològic del Puerto de la Cruz, Tenerife

El terme nadiu guanchinet significa 'humà de Tenerife' (de guan, 'persona' i Chinet, 'Tenerife'), i el terme castellà guanche (del qual es deriva el terme català) n'és la forma corrompuda pels conqueridors espanyols. Estrictament, els guanxes foren els habitants primitius de Tenerife, i hi vivien en aïllament relatiu fins a l'arribada dels conqueridors al segle xiv, encara que es creu que des de la segona meitat del segle viii hi arribaren de manera ocasional alguns genovesos, mallorquins, catalans, portuguesos i castellans. El terme, tanmateix, es va usar per a referir-se a tots els habitants de les Illes Canàries i no sols als habitants de Tenerife.

## Origen de l'antiga població de les Illes Canàries
Segons les teories més acceptades, els primers aborígens canaris van haver d'arribar del nord d'Àfrica entre el segle v aC i el començament de l'era cristiana. Troballes arqueològiques recents fan creure que el primer poblament va poder haver tingut lloc molt abans, al segle X aC. A Tenerife, concretament a la Cova dels Guanches a Icod de los Vinos, ha proporcionat les cronologies més antigues de Canàries amb datacions del segle iii.
Es desconeixen de moment les circumstàncies en què aquesta arribada es va produir, encara que s'ha teoritzat sobre si va poder estar motivada per l'expansió d'altres civilitzacions, com la feniciopúnica o la llatina, a la zona de l'actual Magrib, i poden tractar-se de tribus nord-africanes rebels a l'ocupació romana o bé poblacions traslladades a les illes per comerciar-hi. Tampoc es pot descartar d'antuvi que aquestes poblacions arribessin a les Canàries amb els seus propis mitjans, si bé pot resultar contradictori amb l'aïllament insular i el desconeixement de la navegació que pel que sembla van trobar els europeus en el moment de la conquesta de Canàries. En qualsevol cas, durant gairebé dos mil anys, els anomenats aborígens canaris van poblar les illes i van tractar d'adaptar-se a les seves particularitats mediambientals, creant amb això formes culturals i adaptatives pròpies, així com associant el seu univers religiós, social, polític i econòmic a la realitat geogràfica i natural de les illes. Aquesta evolució pròpia, que acabaria definint set cultures insulars ben diferenciades entre si (una per illa), continuaria fins que es va produir la conquesta de Canàries, iniciada a Lanzarote el 1402 i finalitzada a Tenerife el 1496, per iniciativa de la corona de Castella.
En l'actualitat, sembla totalment acceptada la hipòtesi de l'origen amazic dels primers pobladors de Canàries. Aquesta teoria s'ha vist afermada per evidències en la cultura material, que entronca els aborígens canaris amb les cultures natives nord-africanes, així com pel seu univers magicoreligiós, emparentat amb la religiositat dels antics amazics. Des d'un punt de vista genètic, un 55% dels llinatges materns aborígens tenen els seus homòlegs més propers en el Magrib. No obstant això, aquests no inclouen a l'haplogrup O6b1, per la qual cosa l'origen concret dels primers pobladors continua presentant certs dubtes. Una altra evidència de l'origen amazic dels aborígens canaris són les restes d'escriptura, catalogada com a libicoberber (com a Garafia o el Julan), idèntiques a altres oposades a Líbia o Algèria. També les paraules recollides pels conqueridors, la toponímia o el sistema de numeració mostren un clar parentiu les llengües amazigues amb l'idioma dels aborígens canaris (com la pedra Zanata, una de les peces més importants de la protohistòria canària i nord-africana). Per exemple, la llista següent reprodueix els numerals registrats a Gran Canària amb la seva correspondència fonètica original (indicat per -), així com la seva comparació en l'arrel protoberber. Noti's que els nombres tenen gènere (m. i f.), i es forma el femení amb la fórmula final -yat/-at.
Per les seves característiques físiques, s'ha catalogat els aborígens canaris en dos subgrups ètnics: els cromanyoides, de cara més ampla i robusta i menor alçada, i els mediterranoides, de rostre més fi i recte i major talla corporal.
La colonització de les illes per nord-africans es va produir probablement en diverses migracions, a les quals va contribuir la desertització del Sàhara i l'embranzida dels establiments fenicis i romans en el nord d'Àfrica. Van importar animals domèstics (cabres, ovelles, porcs i gossos), que van canviar per complet la fràgil ecologia de les illes, i van introduir el blat, els pèsols i l'ordi.
Se sap que l'arribada dels aborígens a l'arxipèlag va provocar l'extinció d'alguns grans rèptils i mamífers insulars, com per exemple, el llangardaix gegant Lacerta goliath i la Lacerta maxima (que podia arribar a mesurar un metre o més) la Canariomys bravoi (rata geganta de Tenerife) i la Canariomys tamarani (rata geganta de Gran Canària).

## Organització i cultura material

### Estructura social
La societat aborigen canària era patriarcal i matrilineal, i estava dividida en estrats definits per la riquesa, en caps de bestiar especialment. Cada illa es dividia en territoris el rei dels quals era el guanarteme (Gran Canària) o mencey (Tenerife). El sistema de classe era també diferent en cadascuna de les illes, i només s'ha identificat clarament per als casos de Gran Canària i Tenerife, on es pot resumir amb les categories de nobles (havent-hi diverses categories dins d'aquesta) i poble. La puresa de sang entre els nobles d'alt rang era absoluta, i per arribar a ser mencey s'havia de demostrar aquesta puresa. Per al cas concret de Tenerife, segons Juan Núñez de la Peña, es distingien tres grups socials:
- Achimencey> ašimenzey, 'successor del mencey'- noble, gentilhome[5]
- Cichiciquitzo > šičizikkičo, 'qualitat opulenta' - servidor soldat[6]
- Achicaxna > ašikkasnay, 'esquilat, qualitat humil' - vilà[7]

Noti's que els termes amb els quals s'identifiquen les diferents categories són similars als existents en l'Europa de la baixa edat mitjana. Això es deu al fet que els cronistes van extrapolar la terminologia pròpia de l'organització social de l'Europa medieval al cas insular.
Possiblement, el guanarteme o mencey posseïa la propietat de la major part del bestiar. També es planteja la possibilitat que el mencey també posseís la propietat de les pedreres d'extracció de matèria primera per a la producció lítica.
La justícia s'impartia a la plaça pública (tagoror a Tenerife, sabor a Gran Canària) per un grup de notables, i segons els primers visitants de les illes era extremadament dura.
S'han trobat proves d'infanticidi femení i poliàndria en diverses illes. Aquest fet s'ha interpretat com una adaptació cultural a l'escassetat de recursos en forma de control poblacional. La seva estructura cultural era molt similar a la d'altres pobles antics que van quedar aïllats durant segles, tals com els maoris de Nova Zelanda o els aborígens australians.

### Desenvolupament tecnològic i cultural

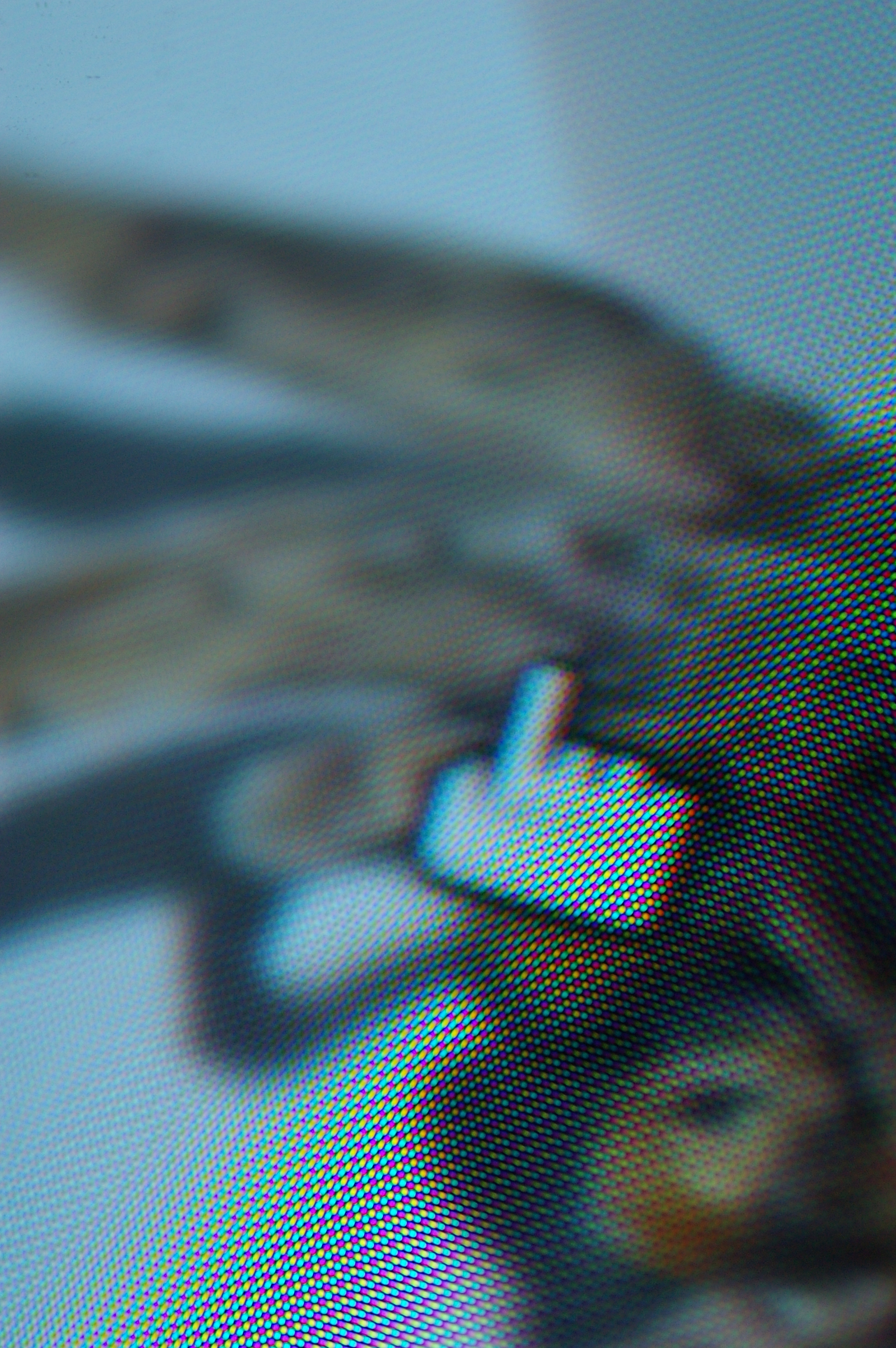
Elaborant gofio, representats en ceràmica

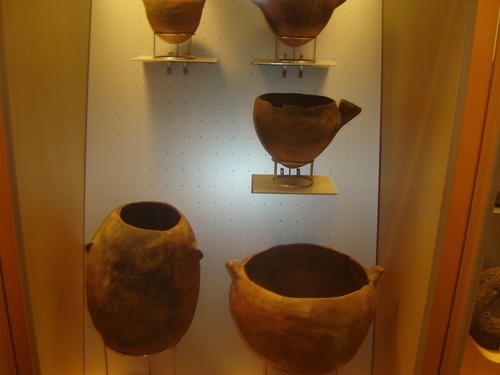
Atuells guanxes en el Museu de la Naturalesa i l'Home, Tenerife

Segons la clàssica catalogació històrica, que pren com a referència el desenvolupament tecnològic dels pobles, els aborígens canaris han estat definits com a pobles neolítics ('pedra nova', o 'lluenta'). No obstant això, aquest horitzó cultural està determinat per les circumstàncies del medi natural que els primers pobladors de les Canàries troben a la seva arribada a les illes, ja que entre d'altres, aquestes manquen de metalls pel seu origen volcànic. Malgrat això, els pobles aborígens es caracteritzen per tenir un desenvolupament cultural avançat, corresponent a un horitzó cultural protohistòric. Es tracta de pobles amb trets culturals propis de l'àmbit amazic nord-africà, probablement influenciats per les cultures feniciopúniques i fins i tot llatines, donat el contacte d'aquestes civilitzacions amb els nadius del nord d'Àfrica en els temps de l'expansió fenícia i romana.
Hi ha a més constància de l'existència de gravats rupestres en els quals apareixen signes alfabetiformes que s'han identificat com a trets d'escriptura libicoberber, així com una altra forma d'escriptura de difícil catalogació, a la qual s'ha anomenat libicocanària. En qualsevol cas, aquestes evidències arqueològiques ens presenten uns pobles que coneixien l'escriptura, per la qual cosa malgrat el desenvolupament tecnològic pobre, determinat per l'escassetat de matèries primeres, van tenir un desenvolupament cultural avançat, segurament importat des del nord d'Àfrica.
Les societats indígenes de l'arxipèlag van orientar i van alinear astronòmicament alguns santuaris i punts d'observació, adoratoris, temples i fins i tot necròpolis. La relació entre la sortida i l'ocàs del Sol, la Lluna i alguns planetes i estels amb elements del paisatge de les illes i amb el seu perfil orogràfic sobre l'oceà, els permetia establir calendaris, organitzar les activitats productores d'aliments, les pràctiques socials i les seves creences. Com a exemples, es pot citar el conjunt d'El Julan a El Hierro, l'estació rupestre de Mastica a Tenerife, l'almogaren de Bentayga, el gran túmul de la Guancha, Cuatro Puertas i Artenara a Gran Canària, el jaciment de La Fortaleza, Alto de Garajonay i las Toscas del Guirre a La Gomera, el Lomo de las Lajitas a La Palma i Tindaya a Fuerteventura.
Al contrari que en la majoria de les cultures antigues que van sorgir a l'entorn d'illes oceàniques aïllades, com el Pacífic sud, a les Canàries no s'han trobat evidències arqueològiques o documentals de l'existència d'embarcacions marineres o coneixements de navegació. Les cròniques dels primers europeus arribats a les Canàries recullen el fet que els guanxes havien perdut per complet els coneixements sobre navegació, de manera que les diferents illes van romandre aïllades les unes de les altres durant segles, desenvolupant maneres culturals diferents.
No obstant això, una font de l'enginyer militar Leonardo Torriani ens diu que a vegades els nadius grancanaris confeccionaven vaixells per pescar o cometre pillatge en altres illes:
"feien vaixells d'arbre de drago, que cavaven sencer, i després li posaven llast de pedra, i navegaven amb rems i amb vela de palma al voltant de les costes de l'illa; i també tenien per costum passar a Tenerife i a Fuerteventura i robar." [Torriani (1590), 1978: 113].

### Hàbitat
Els aborígens canaris vivien principalment en coves naturals o en tubs volcànics, encara que també existien refugis de pedra, cabanyes i poblats en superfície, i hi ha diferències notables en el tipus d'hàbitat depenent de l'illa. Així, per exemple, a Lanzarote, els habitatges, que constituïen poblats, eren generalment construïts en pedra seca i entaulats amb falsa volta, seguint un esquema constructiu similar al de les "cases profundes", documentades a la zona de l'Atles Mitjà. Mentre que, a Gran Canària, trobem tant poblats de cases construïdes en superfície, com s'observa al parc arqueològic de la cova Pintada a Gáldar, així com habitatges en coves, ben naturals o ben llaurades en la pedra, com el cas d'Ansite o Guayadeque. A les restants illes, l'hàbitat més habitual era la cova natural.

### Economia i subsistència
L'economia aborigen es va basar fonamentalment en la ramaderia, amb l'excepció de Gran Canària, on el desenvolupament de l'agricultura va ser més important. A causa de la pràctica inexistència de mamífers oriünds de Canàries, el bestiar que tenien els primers illencs va ser portat des de les seves zones d'origen, en el nord d'Àfrica, i adaptat a les característiques ambientals de l'arxipèlag. Est consistia fonamentalment en cabres i un tipus d'ovella de pell llisa i sense llana, similar al tipus d'ovella que durant mil·lennis va poblar el nord d'Àfrica els descendents de la qual habiten encara avui a la zona del Sahel. La cabra i l'ovella van tenir un paper fonamental en la subsistència, usant-se tant la seva carn com la llet i mantega, així com les pells per a l'elaboració de la indumentària (vestits tipus "tamarco" i uns altres), els ossos per a una important indústria òssia (elaboració de punxons, agulles, elements decoratius, etc.) i la cornamenta (fabricació de tipus d'arades manuals). També, encara que en menor mesura, estava present el porc en les diferents illes, igual que el gos.
L'agricultura era fonamentalment cerealista, i es conreaven espècies de blat i ordi, així com pèsols i altres llegums. Un dels usos principals dels cereals era l'elaboració de la tradicional polenta (gofio).
La subsistència a les illes es completava amb la recol·lecció d'espècies vegetals silvestres; la caça d'animals, fonamentalment aus i rèptils de gran grandària; la pesca, mitjançant mètodes rudimentaris per capturar els peixos de les zones intermareals, tolls i zones de poca profunditat, així com el marisc, i és habitual la concentració de grans quantitats de restes de mol·luscs en diferents jaciments de Canàries.

## Història

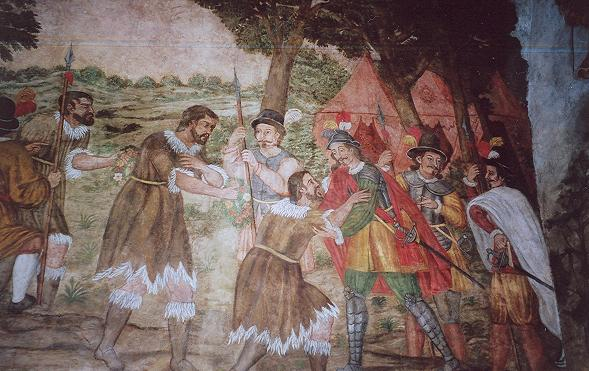
Rendició dels reis guanxes a Alonso Fernández de Lugo

L'evidència genètica suggereix que els guanxes, que ja no existeixen com a grup ètnic aïllat, eren relacionats amb els pobles nord-africans, principalment amb els amazics. Les cròniques espanyoles difereixen en llurs descripcions sobre els nadius canaris. Els cronistes descriuen un grup de persones altes, rosses i d'ulls blaus, un d'altre d'alçada mitjana i de complexió morena, i un d'altre de persones més baixes. D'acord amb els relats del segle xv, els guanxes de Tenerife eren del primer grup, alts i corpulents.
Plini el Vell, basat en els relats de Juba II de Mauritània, va escriure que quan l'arxipèlag va ser visitat pels cartaginesos sota Hannó el Navegant, era deshabitat, encara que hi van veure ruïnes de grans edificis, la qual cosa suggereix que els guanxes probablement no eren els primers habitants, si aquest relat és verídic. Atesa l'absència de qualsevol tret de l'islam en aquest grup de persones, sembla que, en estar relacionats amb els amazics, aquests hi van immigrar abans o com a resultat de la conquesta del nord-oest de l'Àfrica pels musulmans.
La majoria dels guanxes van morir durant la conquesta espanyola, ja sigui en la lluita per defensar llur territori o per les malalties que hi portaven els invasors, desconegudes pels guanxes pel seu aïllament. D'altres van ser venuts com a esclaus, i d'altres es van convertir al catolicisme i es van mesclar amb els immigrants espanyols. Aquest patró d'esdeveniments es repetí al Nou Món al segle següent.

## Idioma

Límits dels regnes guanxes de l'illa de Tenerife abans de l'arribada dels castellans

Les restes de llur llengua, només unes quantes expressions, poques paraules i noms propis dels caps de les tribus que encara porten alguns habitants actuals de les Canàries, mostren similituds positives amb les llengües amazigues. El primer relat fiable sobre la llengua guanxe prové de l'explorador genovès Nicoloso da Recco, del 1341, una traducció dels noms que utilitzaven els habitants.
El guanxe canari o la llengua guanxe (potser de l'amazic u acex ('fill jove'), o bé del mateix guanxe wa-n-shen(she), 'persona d'Ashenshe', nom donat pels nadius a l'illa de Tenerife), era la llengua parlada pels guanxes, els habitants originaris de les Illes Canàries.
Actualment està extinta des del segle xviii, si bé pot ser que petites comunitats el seguissin emprant fins al segle xix. La denominació guanxe per a referir-se a aquesta llengua no seria del tot correcta, car aquest terme faria referència tan sols a l'illa de Tenerife en l'època en què es parlava, encara que en l'actualitat s'entengui per aquest terme el conjunt dels antics habitants de Canàries abans de la cristianització i l'occidentalització. Altres denominacions possibles són llengua prehispànica canària, parla dels antics canaris o amazigh insular, terme aquest últim usat pel filòleg i historiador Ignacio Reyes García.
El coneixement d'aquesta llengua és escàs, bàsicament unes quantes frases i paraules anotades pels primers exploradors espanyols, a més d'una àmplia toponímia. Per les restes lingüístiques que va poder trobar el lingüista canari Francisco Navarro Artiles en el llenguatge dels pastors de cabres de Lanzarote i Fuerteventura s'ha determinat que es tractava d'una llengua amaziga. Aquest lingüista va redactar un diccionari anomenat Teberite amb 12.000 paraules d'origen guanxe.

## Mitologia
La mitologia o religió guanxe era un cos de creences que constituïen la religió precristiana del poble aborigen guanxe (Illes Canàries, Espanya). Com la mitologia guanxe va ser transmesa i alterada pels conqueridors cristians, les creences, actituds i pràctiques religioses originàries no es poden definir amb certesa. És clar, però, que la relativa importància dels diferents déus i dimonis va variar segons les èpoques i els llocs.

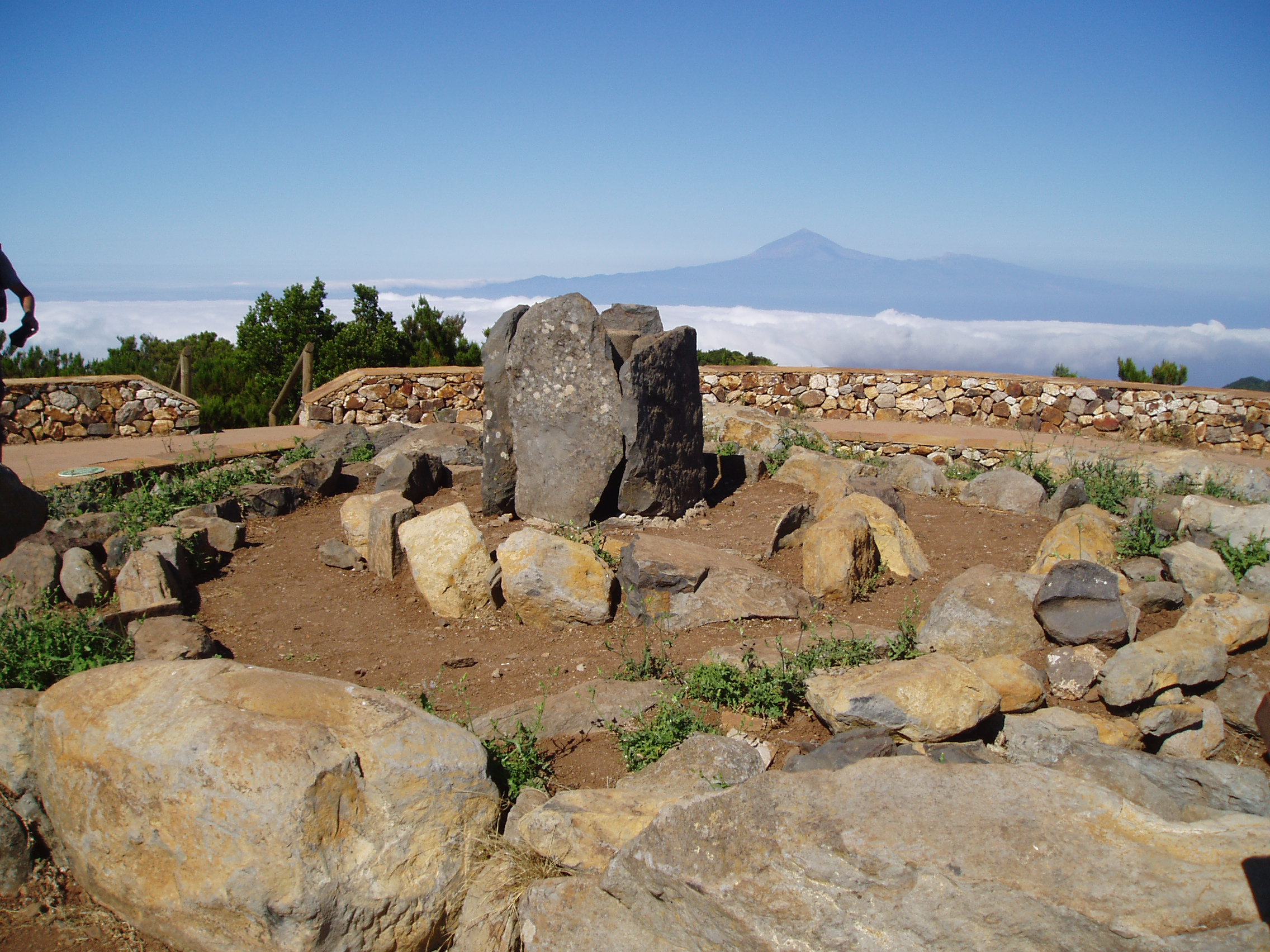
Reconstrucció d'altar aborigen al cim de Garajonay (La Gomera), amb el Teide (Tenerife) al fons

La major part d'aquesta mitologia va ser transmesa oralment, i molta se'n va perdre. No obstant això, una mica en va ser capturada i escrita pels conqueridors i erudits cristians. Pel que fa a les creences, el culte astral estava generalitzat. Al seu costat, hi havia una religiositat animista que sacralitza certs llocs, fonamentalment roques i muntanyes (el Teide a Tenerife, Idafe a La Palma o Tindaya a Fuerteventura). Especialment singular era el culte als morts, i practicaven la momificació de cadàvers. Cal destacar també la fabricació d'ídols de fang o pedra.

### Interacció amb el cristianisme
L'any 2019 va ser trobada una creu cristiana gravada a la roca i orientada al sol, en un jaciment guanxe al municipi de Buenavista del Norte al nord-oest de Tenerife. En concret, aquest símbol va ser trobat en un megàlit utilitzat per rituals de fecunditat i com a calendari solar. Aquesta troballa posa en relleu el suposat coneixement que els antics canaris tenien del cristianisme.

## Mòmies guanxes

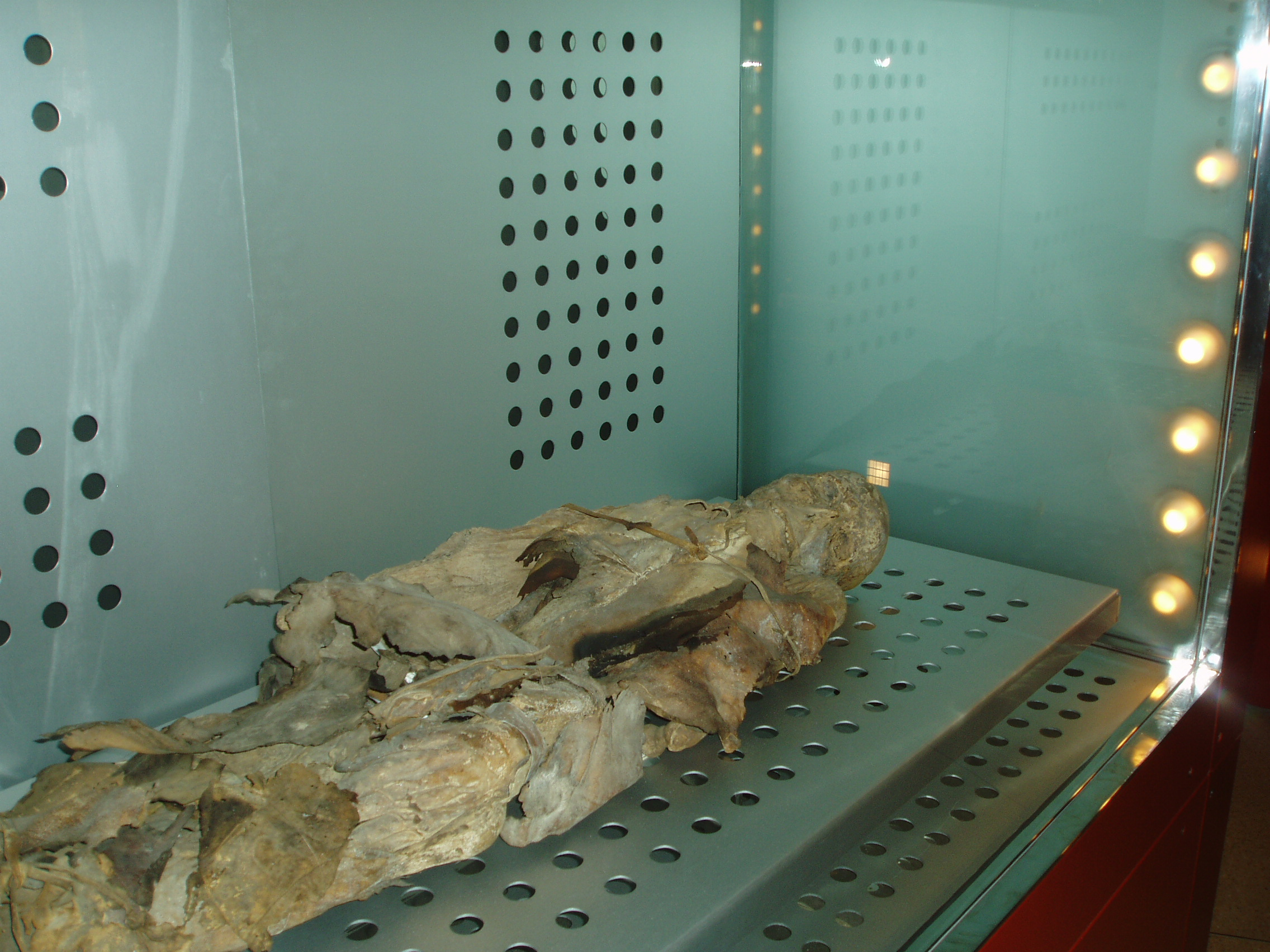
Mòmia de San Andrés en el Museu Arqueològic de Santa Cruz de Tenerife

Aquest costum estava destinat a preservar el cos del mort mitjançant tècniques d'embalsament molt similars a les que es realitzaven en altres civilitzacions antigues. La seva finalitat, vinculada a les seves creences religioses, era protegir el cadàver i també distingir la seva rellevància social. Al contrari del que pugui semblar, la momificació no es va practicar en totes les illes, només a Tenerife i en alguns casos a Gran Canària (encara que alguns investigadors no consideren aquestes últimes com a tal). Malgrat això, indubtablement va ser a l'illa de Tenerife on la tècnica de momificació va aconseguir major perfecció, alhora que és la més coneguda i estudiada.
Cal ressaltar que la momificació aborigen és, en molts aspectes, semblant a la practicada pels antics egipcis. Per preservar la corrupció en els cadàvers cuidaven molt el procés, el cos, i sobretot guardaven una especial memòria i honra als difunts. La momificació o mirlat, com la van anomenar els primers cronistes espanyols de les illes afortunades (Canàries), no va ser d'ús general entre la població aborigen, i existien diversos processos que mostren certa gradació en la pràctica funerària, que corresponen a una diferència social i econòmica entre les diferents castes de la seva societat. Lògicament, les mòmies dels reis (guanartemes i menceys) eren les que rebien majors cures en la momificació. Els aborígens de Tenerife, igual que els antics egipcis, guardaven a vegades les vísceres dels seus reis menceys.
L'any 1933, va ser descoberta la major necròpoli aborigen trobada fins avui a l'arxipèlag canari, la necròpoli guanxe d'Uchova en el municipi de San Miguel de Abona al sud de l'illa de Tenerife. Aquest jaciment va ser saquejat gairebé íntegrament; es calcula que hi havia entre 74 i 60 mòmies guanxes. L'estudi d'aquesta cova funerària va revelar les particularitats dels ritus mortuoris aborígens que fins llavors es desconeixien, com la col·locació dels cadàvers i el condicionament dels seus jaços.

## Ritus i celebracions
Entre els entre els guanxes, el mes d'agost rebia en nom de Beñesmer o Beñesmen, que era també la festa de la collita celebrada a aquest mes.